# Emili Gascó i Contell
Emili Gascó i Contell (València, 1898 - 1974) va ser un escriptor i periodista valencià. Publicà poemes, assaigs sobre literatura i biografies en castellà i en francés. És autor en català del llibre poètic Interiors (Montpeller, 1946). Estava molt vinculat a l'escriptor republicà Vicent Blasco i Ibáñez, que admirava des de jove; no obstant això també va ser amic de José María Pemán, poeta monàrquic.